# Шахи в Україні

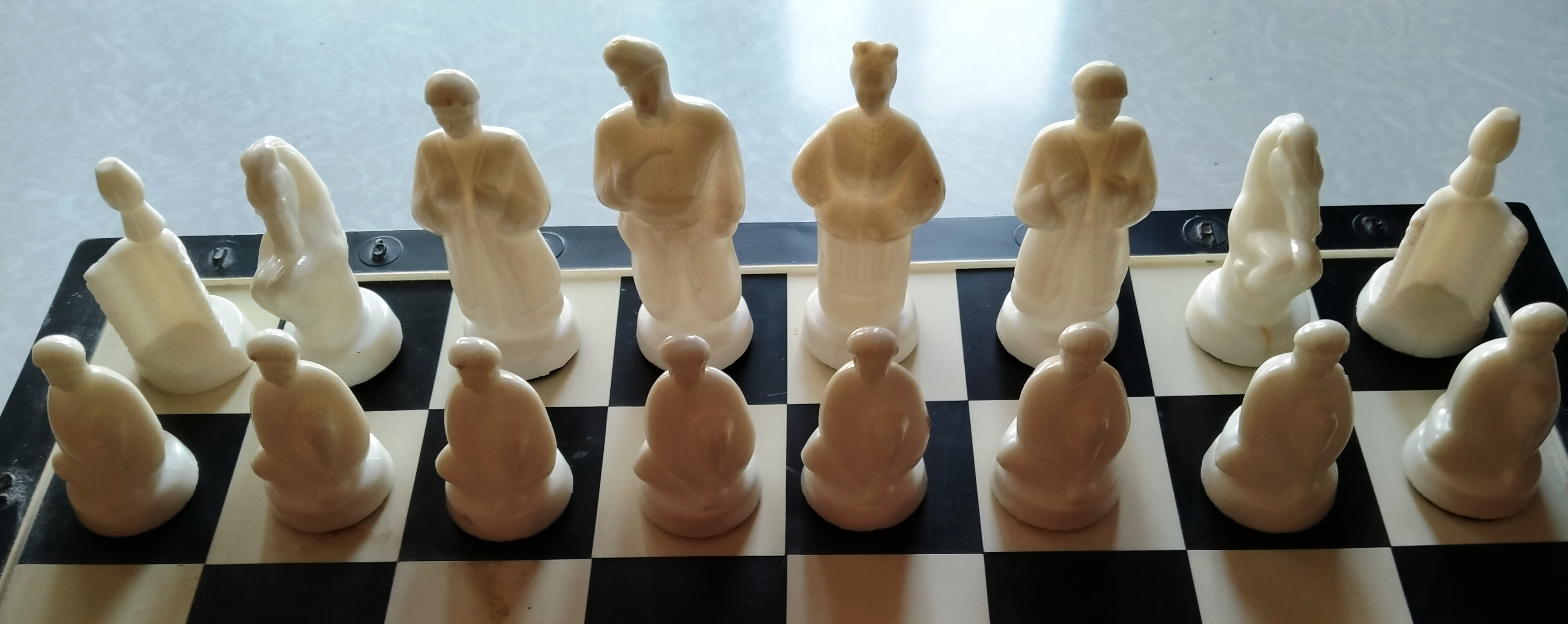
Шахові фігури в українській стилізації

Шахи в Україні

## До 1917 року
Шахи в Україні відомі з 10 — 11 ст., куди були принесені з Персії та Середньої Азії : з усної словесності, зокрема билин, відомо, про популярність шахів ще за часів Київської Русі. Підтвердженням цього — шахові фігури в археологічних розкопах Вишгороду, Києва, Турова, в Чорній Могилі біля Чернігова. За Гетьманщини шахістом був митрополит Т. Яновський, а меценатом шахового мистецтва — гетьман К. Розумовський.
З європеїзацією Росії шахи поширилися і в Росію: у 1821 з'явився перший російський підручник гри в шахи І. Бутрімова. Українці відіграли роль розвитку шахів і там же: багаторазовий чемпіон паризького клубу «Cafe de la Regence» М. Безкровний (1840–1897) з Одеси, став співзасновником Петербурзького шахового клубу; інший українець Д. Коленко сприяв діяльності Петербурзького шахового зібрання, заснованого в 1901. Останній клуб здійснив четвертий російський чемпіонат шахів; третій чемпіонат відбувся в Києві (1903); перший в Україні клуб постав у Харкові (1882), згодом постали клуби у Києві, Одесі й інших містах. В Одесі у 1909 відбувся перший шаховий чемпіонат України «Південно-російський», переможцем якого вийшов Б. Верлинський, а на друге місце — Ю. Боголюбов.
У Західній Україні ширше зацікавлення шахами виникло аж у 20 столітті: у Львові в 1926 постав перший український шаховий клуб із назвою «Шаховий коник», що його згодом було перейменовано на Товариство Українських Шахістів. Перший український шаховий турнір на Галичині відбувся 1928 у Львові; у ньому перші місця припали: С. Попелю, О. Слободянові, Я. Онищукові (10 учасників). Другий турнір відбувся в 1942 у Львові з результатом: С. Попель, М. Турянський, М. Романишин (14 учасників). С. Попель і Е. Янів поділили між собою перші місця Західної України (Сянік, 1944).

## В радянські часи
В СРСР організація шахової діяльності і турніри були централізовані — і з 1924 українські клуби були підпорядковані Всесоюзному комітетові в справах фізкультури і спорту. Через шахову федерацію СРСР (з 1947) українські шахові товариства входили до Міжнародної шахової федерації (фр. Federation Internationale des Echecs, FIDE), яка відбувала шахові олімпіади що 2 роки, хоч і не була автономними членом FIDE. У 1960-х в УРСР було близько 800 000 організованих шахістів, а в усьому СРСР — 2,8 млн.

### Чемпіонати з шахів в УРСР
З 1924 провадяться річні чемпіонати з шахів в УРСР. Чемпіонами з шахів в УРСР були:
- Яків Вільнер (1924, 1925, 1928),

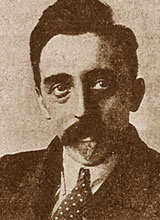
Федір Богатирчук

Анатолій Банник — 5-разовий чемпіон України

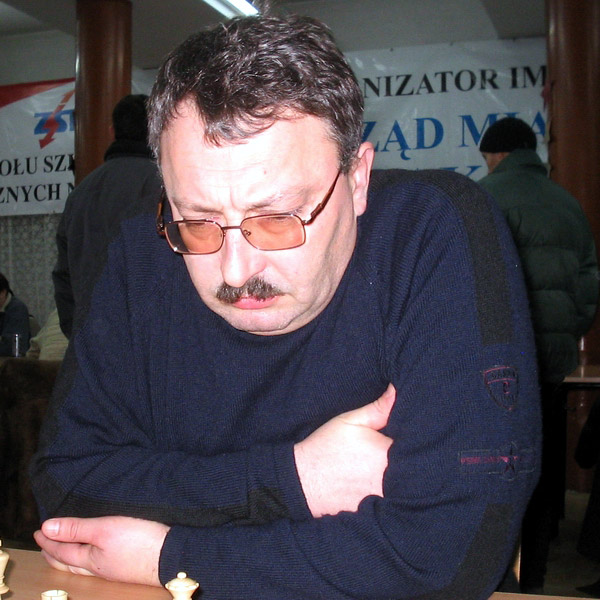
Володимир Маланюк — 3-разовий чемпіон України

- Борис Верлинський (1926 (поза конкурсом)
- Михайло Марський (1926)
- Олексій Селезньов (1927),
- Володимир Кирилов (1928, 1933),
- Абрам Замиховський (1931)
- Всеволод Раузер (1933),
- Йосип Погребиський (1936),
- Петро Шумилін (1936),
- Федір Богатирчук (1937),
- Ісаак Болеславський (1938, 1939, 1940),
- Борис Гольденов (1944),
- Анатолій Банник (1945, 1946, 1951, 1955, 1964),
- Ісаак Липницький (1949, 1956),
- Олексій Сокольський (1947, 1948),
- Юхим Геллер (1950, 1957, 1958, 1959),
- Владлен Зурахов (1952),
- Яків Юхтман (1953),
- Абрам Хавін (1954),
- Саломон Флор (1957 (поза конкурсом)),
- Юрій Сахаров (1960, 1966, 1968),
- Леонід Штейн (1960, 1962),
- Юрій Коц (1961, 1971),
- Юрій Ніколаєвський (1963, 1967, 1977),
- Рудольф Гольдштейн (Єрмаков) (1965),
- Валерій Жидков (1967),
- Геннадій Кузьмін (1969),
- Володимир Тукмаков (1970),
- Лев Альбурт (1972, 1973, 1974),
- Олександр Вайсман (1975),
- Михайло Підгаєць (1976),
- Костянтин Лернер (1978, 1982),
- Володимир Охотник (1979),
- Володимир Маланюк (1980, 1981, 1986),
- Дмитро Комаров(1983),
- Валерій Невєров (1983, 1985, 1988),
- Михайло Гуревич (1984),
- Віктор Москаленко (1987),
- Ігор Новіков (1989),
- Михайло Бродський (1990).

У деякі роки, а саме у 1926, 1928, 1933, 1936, 1940, 1948, 1960, 1967, 1969, 1983 перше місце посідали одразу двоє шахістів. У роки 1929, 1930, 1932, 1934, 1935, 1941, 1942, 1943 — першість УРСР не проводилась.
З 1935 року регулярно проходили чемпіонати УРСР серед жінок. Чемпіонками УРСР з шахів у різні роки були:

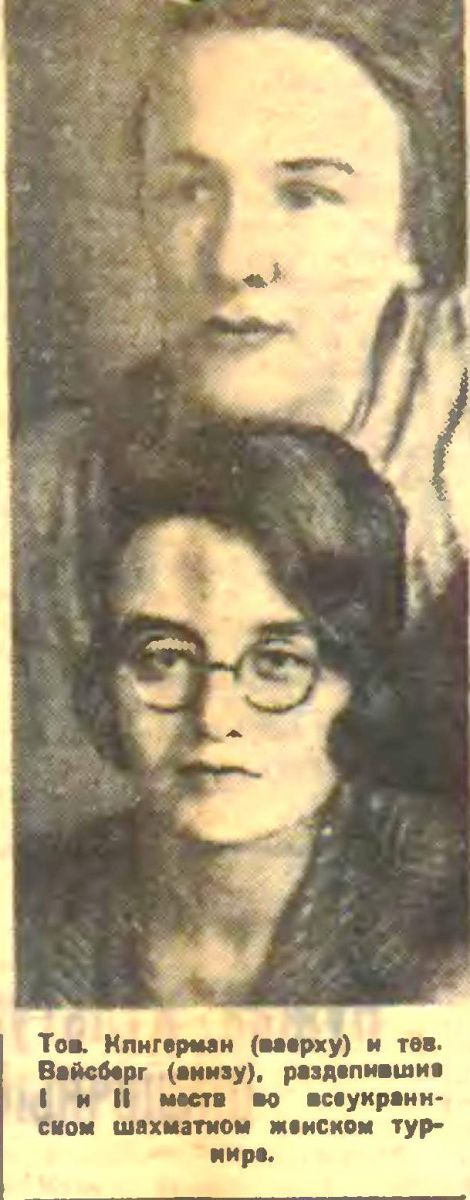
Сестри Роза Клігерман та Берта Вайсберг — перші чемпіонки України

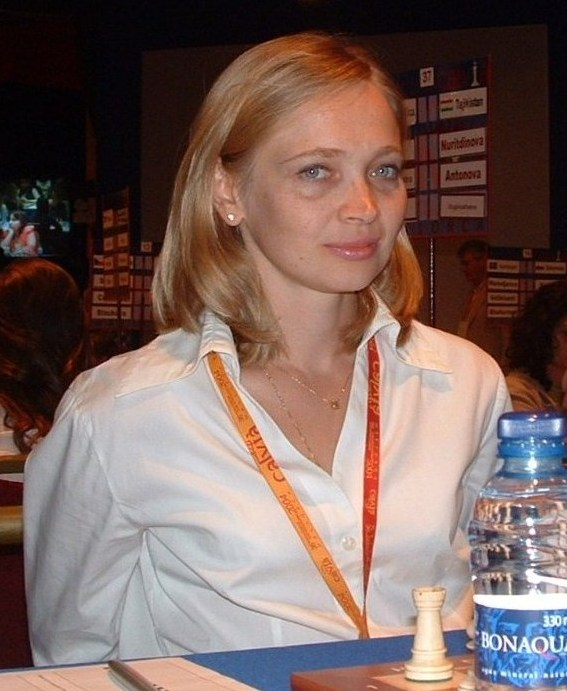
Олена Седіна — дворазова чемпіонка УРСР

- Берта Вайсберг (1935, 1936, 1938, 1946, 1950, 1956, 1959),
- Роза Клінгерман (1935, 1936),
- Зінаїда Артем'єва (1936, 1938),
- Тамара Добровольська (1937),
- Софія Соколик (1938),
- Сара Слободяник (1939),
- Любов Коган (1947, 1948, 1951, 1952, 1953, 1954),
- Берта Корсунська (1949),
- Циля Фрід (1949),
- Алла Рубінчик (1950),
- Естер Гольдберг (1955),
- Олена Малинова (1957, 1960, 1962),
- Ніна Русинкевич (1958, 1968),
- Ольга Андреєва (1961, 1965, 1966, 1972),
- Любов Ідельчик (1963, 1969),
- Раїса Вапнична (1964),
- Марта Літинська (1967, 1977),
- Тетяна Морозова (1970),
- Лідія Семенова (1971),
- Олена Єліна (1973),
- Лідія Муленко (1974, 1976),
- Любов Щербина (1975),
- Любов Лисенко (Жильцова) (1978),
- Олена Титова (1979),
- Лариса Мучник (1980, 1985),
- Наталія Гасюнас (1981),
- Ірина Челушкіна (1982, 1987),
- Вікторія Артамонова (1983),
- Наталія Ручйова (1984),
- Зоя Лельчук (1986),
- Олена Седіна (1988, 1990),
- Марія Непеїна (1989, 1991).

### Видатні українські шахісти 1970-х— 1980-х
За 1970—80-х кваліфікувалися до циклу змагань за першість світу такі українські ґросмайстри:
- Л. Штейн,
- О. Білявський,
- Й. Дорфман,
- Г. Кузьмін,
- О. Романишин,
- В. Савон,
- В. Тукмаков.

З жінок вибилися українські шахістки:
- Л. Руденко (друга чемпіонка світу, 1950 — 53), ґросмайстри
- М. Літинська,
- Л. Семенова,
- Л. Муленко.

## В незалежній Україні

### Шахові організації

#### Федерація шахів України
Федерація шахів України (ФШУ) — заснована у 1992 році. Під її егідою проходять чемпіонати України з шахів.
ФШУ очолює президент — Віктор Капустін, український банкір, політик, спортивний функціонер. Екс-голова правління Державного експортно-імпортного банку України, президент Федерації шахів України, у 2002—2005 — Народний депутат України.

#### Обласні та місцеві федерації шахів
- Федерація шахів Волинської області[2]
- Федерація шахів міста Дніпра — громадська організація, зареєстрована 17 квітня 2018 року. Головою правління організації є Олексій Михайлович Марков. Федерація популяризує шахи в регіоні, організовує та проводить різноманітні шахові змагання.[3][4]
- Федерація шахів м.Кривий Ріг[5]
- Федерація шахів м.Києва[6]
- Київська обласна федерація шахів (КОФШ) заснована 3 вересня 2003 року. У 2020 році федерацію очолив Олексій Кавилін — державний службовець, науковець і громадський діяч.[7][8] До дня Святого Миколая у 2019 році федерація провела обласний дитячий турнір. З 2020 відновились регулярні турніри у містах Буча, Березань, Бровари, Обухів та інших. 20—21 липня 2021 проведено дитячий шаховий турнір «KYIV CHESS OPEN» присвячений Міжнародному дню шахів для України, призовий фонд становив 200 000 гривень. У турнірі взяли участь 133 учасники.[9][10]
- Львівська обласна шахова федерація[11]
- Миколаївська обласна федерація шахів[12]
- Одеська міська федерація шахів[13]
- Рівненська обласна федерація з шахів[14]
- Харківська обласна федерація шахів[15]
- Федерація шахів Хмельницької області[16]

### Чемпіонати України

#### Чемпіони різних років

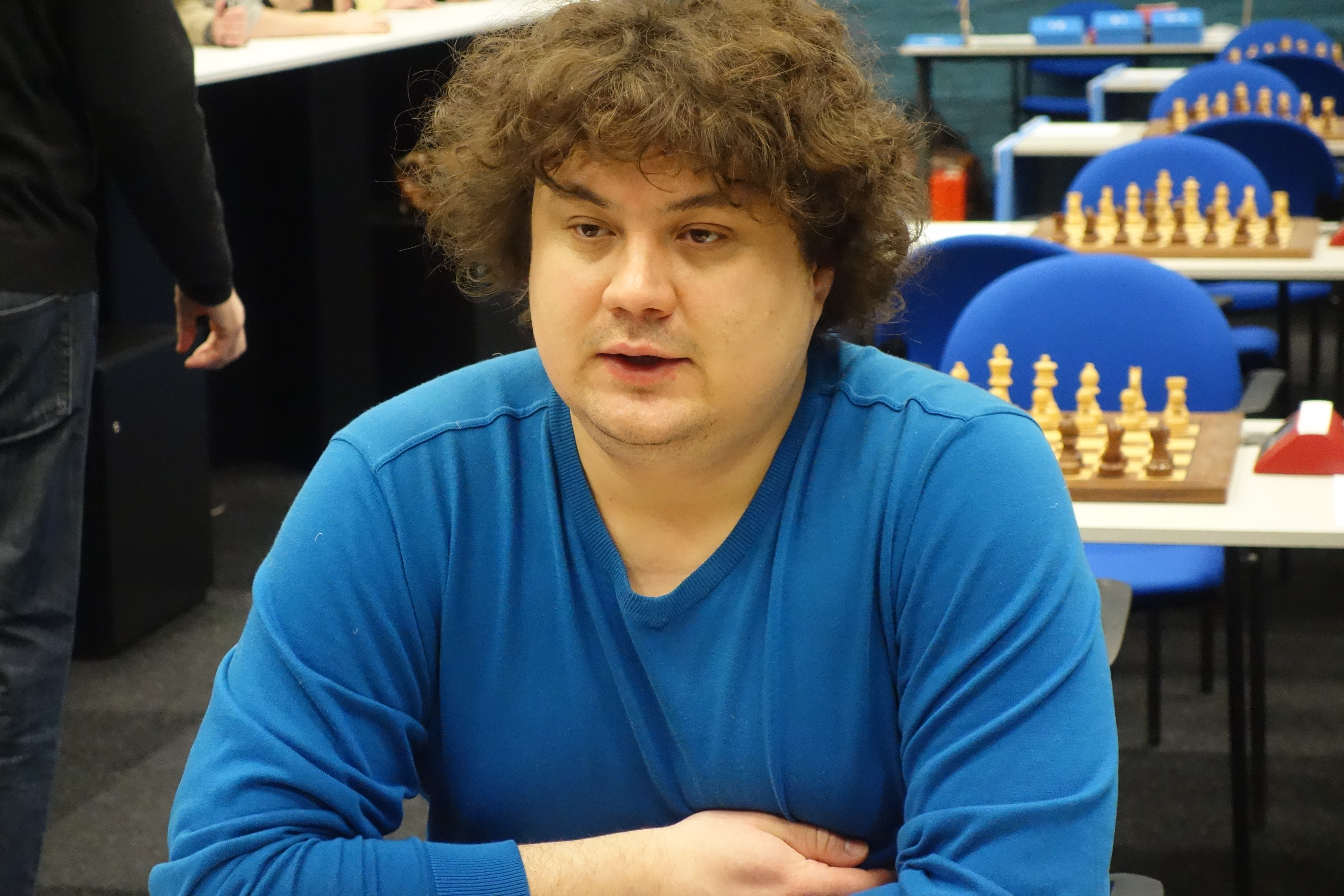
Антон Коробов — 4-разовий чемпіон України

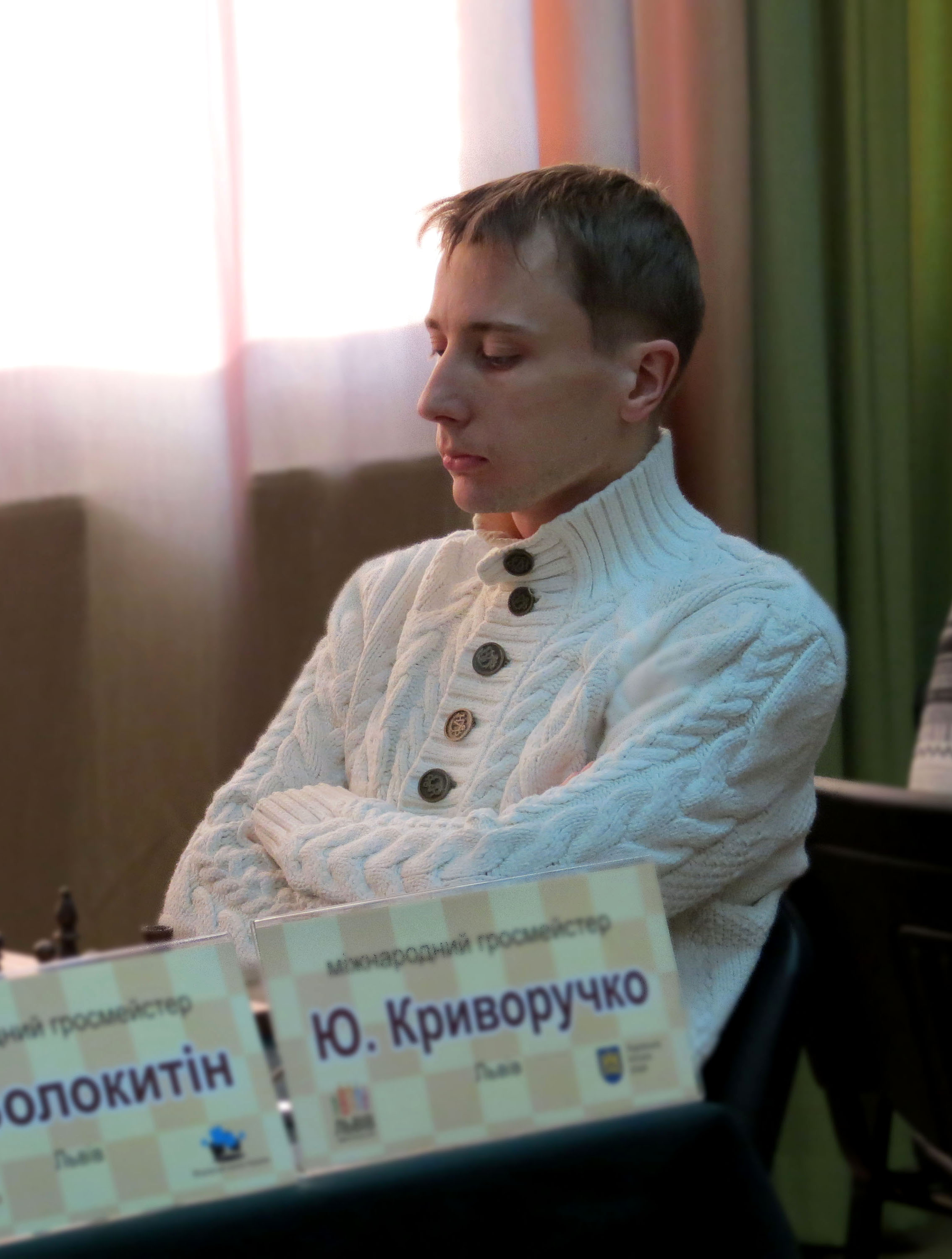
Юрій Криворучко — чемпіон України 2013 року

З 1991 року щорічно проводиться першість України серед чоловіків, її переможцями у різні роки ставали:
- Віталій Голод (1991),
- Владислав Боровиков (1992),
- Орест Грицак (1993),
- Юрій Круппа (1994),
- Сергій Кривошея (1995),
- Михайло Голубєв (1996),
- Володимир Баклан (1997),
- Любомир Михалець (1998),
- Геннадій Кузьмін (1999),
- Володимир Роговський (2000),
- Олександр Берелович (2001),
- Антон Коробов (2002, 2012, 2018, 2020),
- Євген Мірошниченко (2003, 2008),
- Андрій Волокитін (2004, 2015, 2021),
- Олександр Арещенко (2005),
- Захар Єфименко (2006),
- Валерій Авескулов (2007),
- Володимир Якимов (2009),
- Сергій Павлов (2010),
- Руслан Пономарьов (2011),
- Юрій Криворучко (2013),
- Юрій Кузубов (2014),
- Михайло Олексієнко (2016),
- Петро Голубка (2017),
- Євген Штембуляк (2019),
- Дмитро Максимов (2023),
- Роман Дегтярьов (2024).

З 1992 року щорічно проводиться першість України серед жінок, її переможницями у різні роки ставали:
- Марія Непеїна (1992),
- Марія Декусар (1993),
- Наталія Кисельова (1994),
- Марта Літинська (1995),
- Тетяна Меламед (1996),
- Лідія Семенова (1997),
- Галина Шляхтич (1998),
- Надія Ядвижена (1999),
- Катерина Рогонян (2000),
- Анна Затонських (2001),

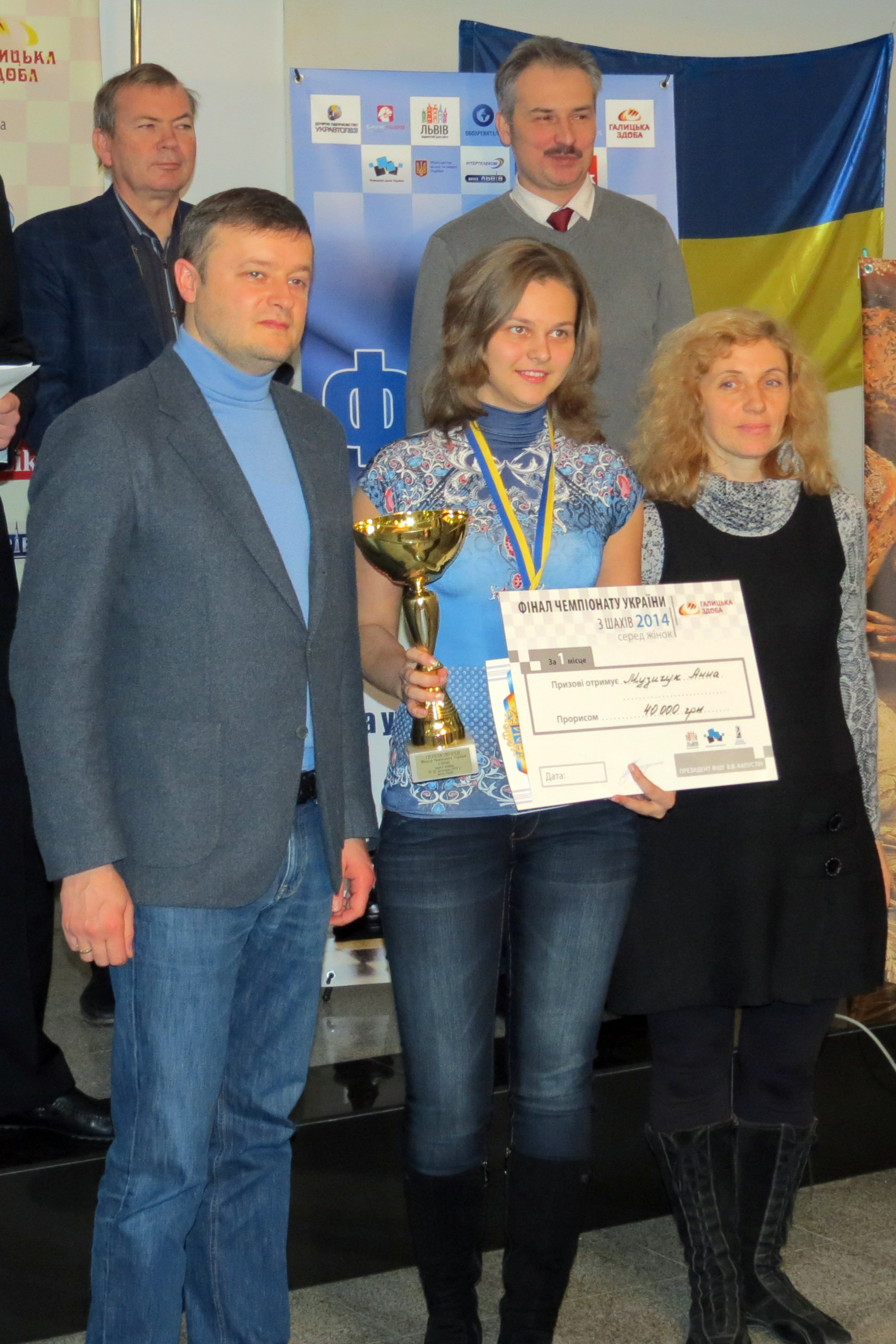
Анна Музичук — дворазова чемпіонка України

- Тетяна Василевич (2002, 2007, 2010)[17],
- Анна Музичук (2003, 2014),
- Ольга Александрова (2004),
- Анна Ушеніна (2005),
- Оксана Возовик (2006),
- Інна Гапоненко (2008),
- Євгенія Долуханова (2009),
- Катерина Должикова (2011, 2021),
- Марія Музичук (2012, 2013),
- Анастасія Рахмангулова (2015),
- Єлизавета Малахова (2016),
- Юлія Осьмак (2017),
- Наталія Букса (2018, 2020),
- Наталія Жукова (2019),
- Маріца Цирульник (2023).
- Євгенія Торопцева (2024).

#### Чемпіонат України 2011
21 червня 2011 року, після виграшу 11 партії, чемпіоном України став Руслан Пономарьов із Києва. Хоча Руслан і був вже чемпіоном світу, але ще жодного разу не був чемпіоном України, оскільки не брав участі в чемпіонаті України. Рівень чемпіонату був дуже високий — 12 найсильніших гросмейтерів України, серед них колишні чемпіони України..

#### Чемпіонат України 2012
Чемпіонат України 2012 року пройшов з 26 липня по 7 серпня 2012 року у місті Київ за участі 12 найсильніших гросмейстерів України за коловою системою. Середній рейтинг турніру склав 2666, що відповідало рівню супертурніру. У ході напруженої боротьби заслужену перемогу та чемпіонство завоював харків'янин Антон Коробов, а призерами стали Олександр Арещенко та Андрій Волокитін. Для перегляду в мережі доступні детальна фотогалерея турніру та партії, зіграні учасниками під час фіналу чемпіонату.

#### Чемпіонат України серед аматорів 2019
Чемпіонат України серед аматорів 2019 з шахів проводився вперше. З 6 по 10 березня 2019 року у м. Вінниця зібралось майже 180 учасників різного віку, статі.

### День шахів в Україні
5 жовтня 2011 року Комітет Верховної Ради України з питань сім'ї, молодіжної політики, спорту та туризму під керівництвом Голови Комітету народного депутата України Павла Костенка провів засідання «круглого столу» на тему «Про стан та проблеми розвитку шахів в Україні», де були обговорені шляхи посилення державної підтримки розвитку шахів в Україні. У Рекомендаціях, затверджених за підсумками «круглого столу», Кабінету Міністрів України було, зокрема, рекомендовано розглянути питання щодо створення у м. Києві Національного Палацу шахів. Також Комітетом рекомендував Верховній Раді України прийняти проєкт Постанови Верховної Ради про проголошення дня шахів в Україні, поданий народним депутатом України Володимиром Даниленко за основу та в цілому з редакційними змінами.
1 листопада 2011 року Верховна Рада України ухвалила Постанову «Про проголошення Дня шахів в Україні». За прийняття Постанови проголосували 277 народних депутатів України, серед яких були представники усіх парламентських фракцій та позафракційні. Щорічно святкування Дня Шахів в Україні будуть відбуватися 20 липня, який також з 1966 року є Міжнародним днем шахів.
У рамках святкування першого Дня Шахів в Україні 20 липня 2012 року за підтримки Федерації шахів України та Спортивного Комітету України відбулися ряд урочистостей. Так, зранку олімпійські чемпіони у складі команди України з шахів, міжнародні гросмейстери — Павло Ельянов та Захар Єфименко — провели сеанс одночасної гри на 20-ти дошках у парку імені Тараса Шевченка в Києві. День шахів продовжився прес-конференцією за участю почесних гостей та святковим фуршетом з шаховою розважально-пізнавальною програмою. Заходи протягом дня відзначилися великим інтересом збоку національних та регіональних ЗМІ. Телевізійні відео-сюжети, підготовлені вітчизняними телеканалами, можна проглянути на офіційному відео-каналі Федерації шахів України.
Також Постановою Кабінету Міністрів України було рекомендовано протягом трьох місяців з дня прийняття цієї Постанови розробити та внести на розгляд Верховної Ради України проєкт Закону України про Загальнодержавну програму розвитку шахів в Україні, а Міністерству освіти і науки, молоді та спорту України розглянути можливість введення факультативів із занять шахами у загальноосвітніх навчальних закладах. На жаль, відповідний законопроєкт так і не було внесено до Верховної Ради України.

## Найкращі шахісти України за рейтингом ЕЛО

### Чоловіки 1971—2024рр.

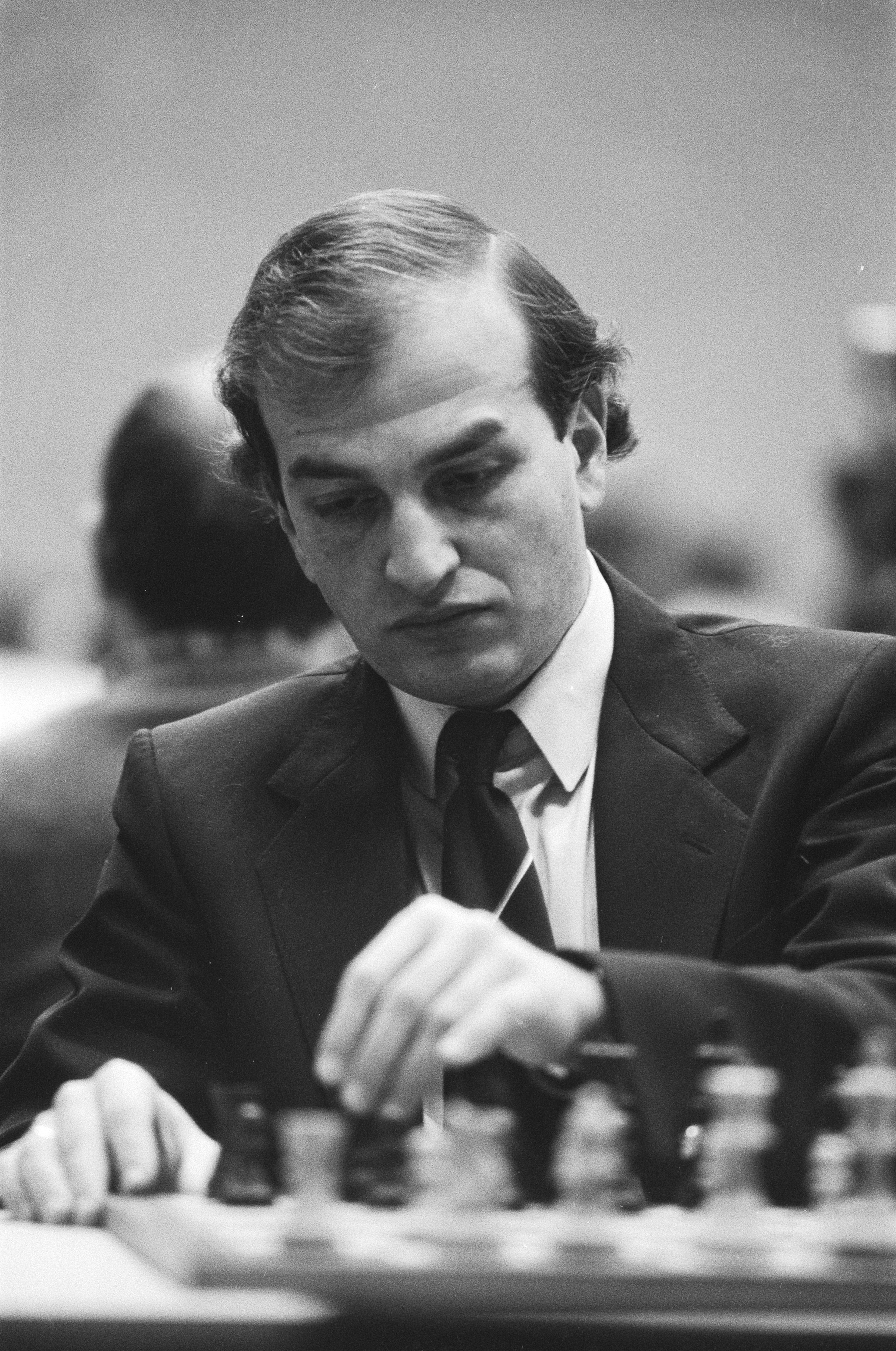
Олександр Бєлявський

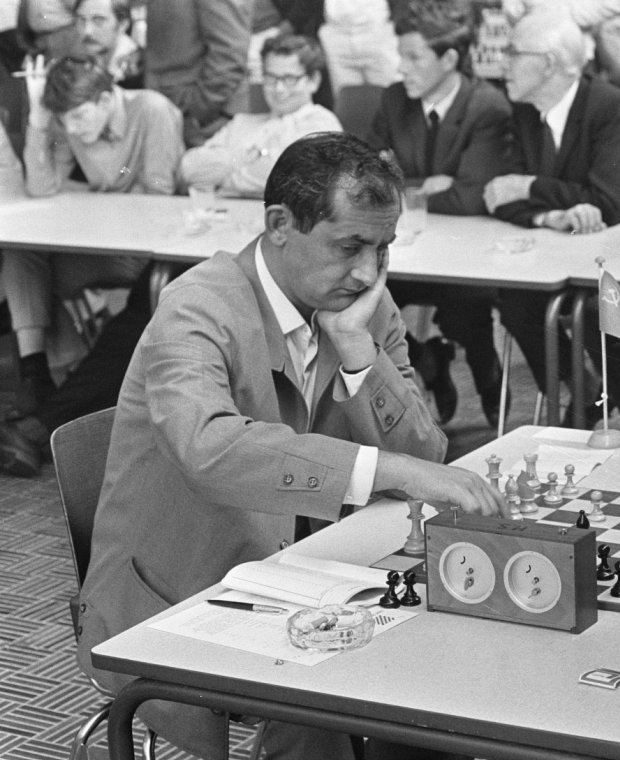
Леонід Штейн

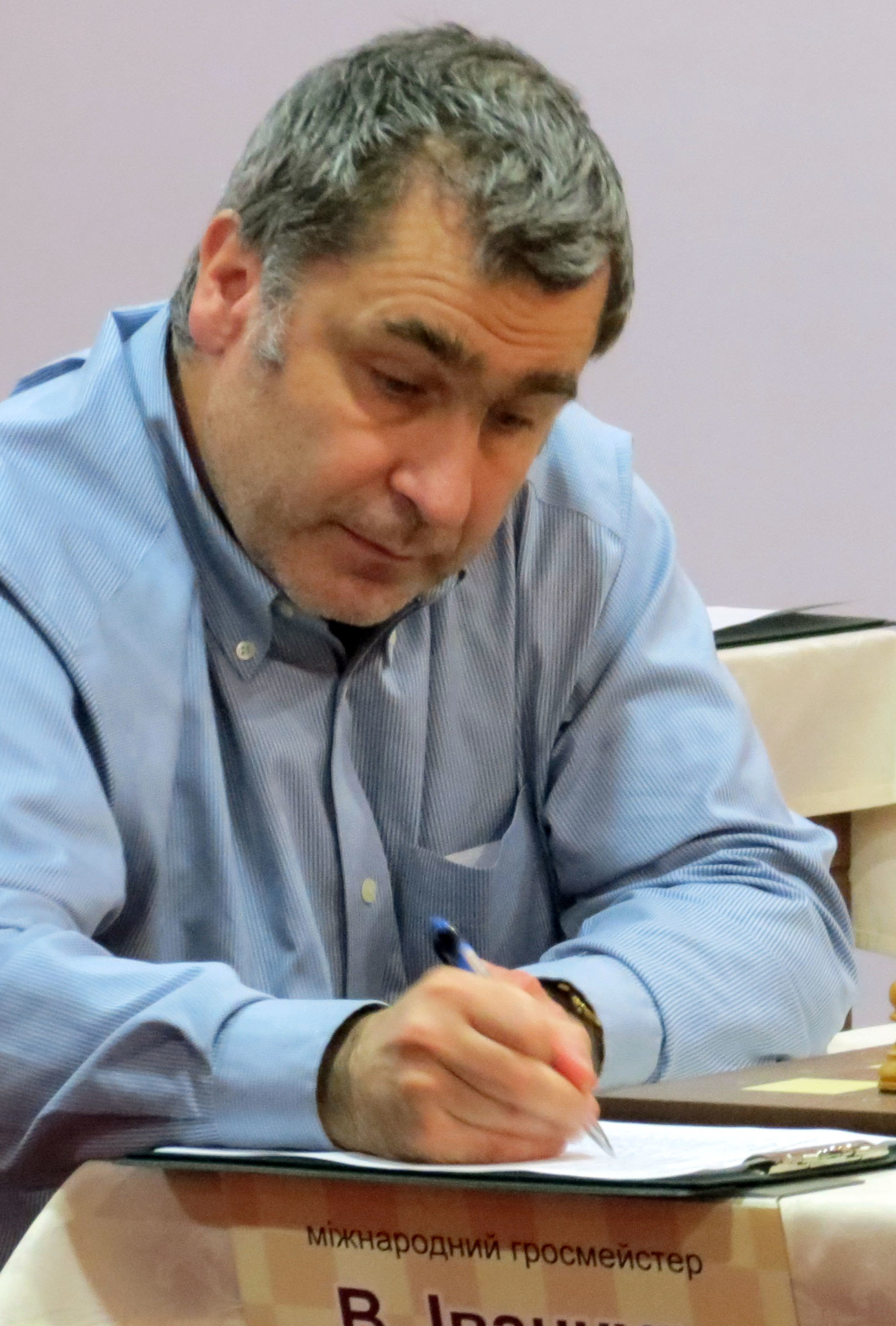
Василь Іванчук — найтитулованіший шахіст України

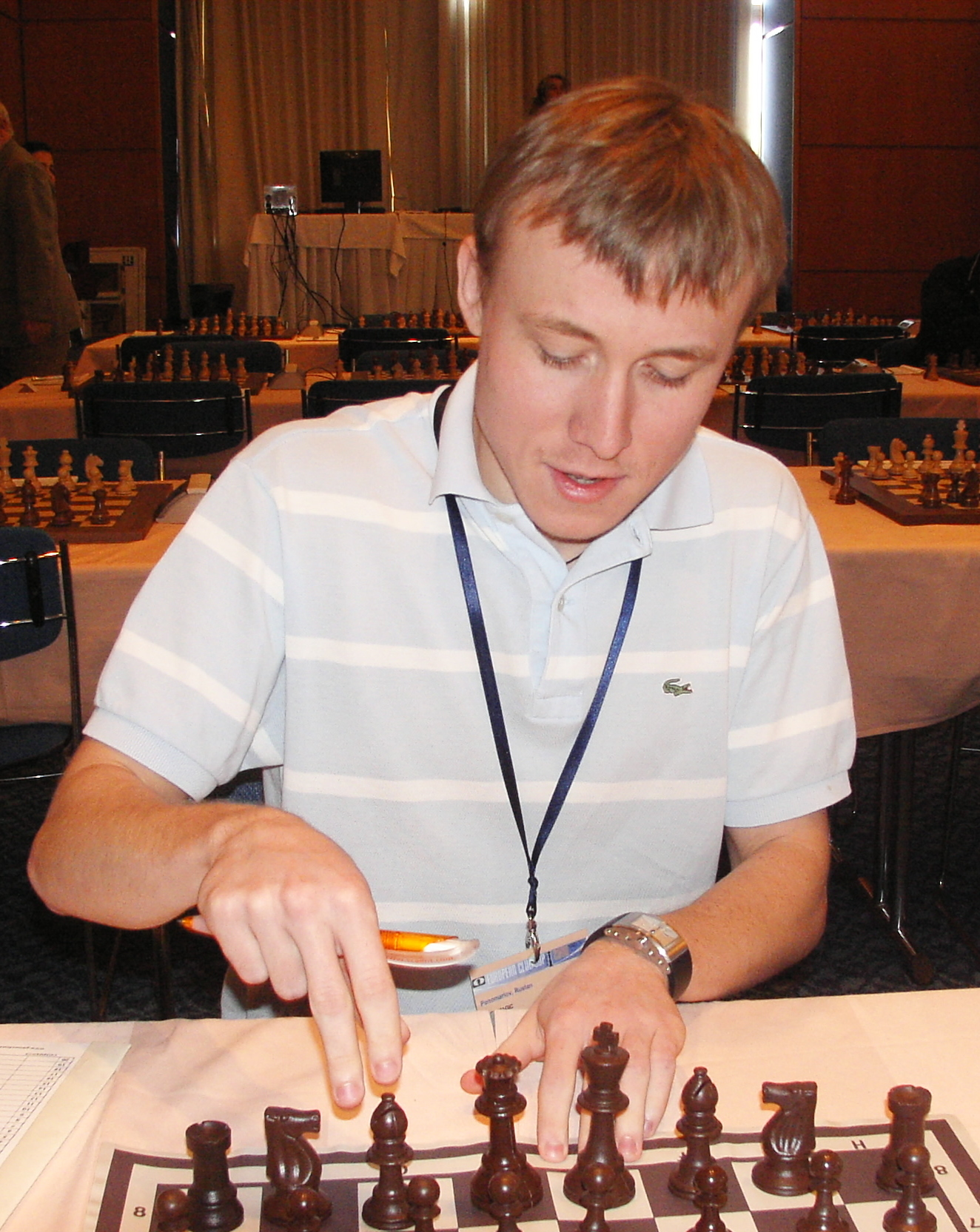
Руслан Пономарьов — чемпіон світу 2002 року

У таблиці наведені українські шахісти з найвищим рейтингом ЕЛО станом на кінець року. У 1971—1973 рр. рейтинг Ело публікувався один раз на рік у липні.
Найкращими шахістами України за підсумками року ставали лише девятеро шахістів, зокрема: Василь Іванчук (25 разів), Олександр Бєлявський (9), Павло Ельянов (6), Олег Романишин (4), Леонід Штейн, Руслан Пономарьов — по 3 рази, Геннадій Кузьмін (2), Юрій Криворучко (1), Антон Коробов (1).
| Рейтинг-лист | Рік  | 1 місце                  | 1 місце       | 1 місце | 2 місце              | 2 місце       | 2 місце | 3 місце                           | 3 місце       | 3 місце |
| Рейтинг-лист | Рік  | Шахіст                   | Місце у світі | Рейтинг | Шахіст               | Місце у світі | Рейтинг | Шахіст                            | Місце у світі | Рейтинг |
| ------------ | ---- | ------------------------ | ------------- | ------- | -------------------- | ------------- | ------- | --------------------------------- | ------------- | ------- |
| липень 1971  | 1971 | Леонід Штейн             | 14            | 2605    | Володимир Савон      | 25            | 2570    | Володимир Тукмаков                | 27            | 2565    |
| липень 1972  | 1972 | Леонід Штейн (2)         | 12            | 2620    | Володимир Савон      | 15            | 2595    | Володимир Тукмаков                | 29            | 2560    |
| липень 1973  | 1973 | Леонід Штейн (3)         | 13            | 2605    | Геннадій Кузьмін     | 24            | 2575    | Володимир Савон                   | 25            | 2575    |
| січень 1975  | 1974 | Геннадій Кузьмін         | 17            | 2600    | Володимир Савон      | 21            | 2575    | Володимир Тукмаков                | 24            | 2570    |
| січень 1976  | 1975 | Геннадій Кузьмін (2)     | 23            | 2565    | Олександр Бєлявський | 24            | 2560    | Олег Романишин                    | 25            | 2560    |
| січень 1977  | 1976 | Олег Романишин           | 14            | 2595    | Олександр Бєлявський | 33            | 2555    | Геннадій Кузьмін                  | 39            | 2550    |
| січень 1978  | 1977 | Олег Романишин (2)       | 11            | 2610    | Володимир Тукмаков   | 23            | 2570    | Геннадій Кузьмін                  | 29            | 2560    |
| січень 1979  | 1978 | Олександр Бєлявський     | 16            | 2595    | Йосип Дорфман        | 17            | 2595    | Володимир Тукмаков                | 22            | 2575    |
| січень 1980  | 1979 | Олександр Бєлявський (2) | 19            | 2590    | Олег Романишин       | 24            | 2580    | Володимир Тукмаков                | 31            | 2560    |
| січень 1981  | 1980 | Олександр Бєлявський (3) | 8             | 2620    | Олег Романишин       | 17            | 2595    | Геннадій Кузьмін                  | 39            | 2545    |
| січень 1982  | 1981 | Олександр Бєлявський (4) | 9             | 2615    | Олег Романишин       | 26            | 2580    | Геннадій Кузьмін                  | 42            | 2545    |
| січень 1983  | 1982 | Олег Романишин (3)       | 19            | 2585    | Володимир Тукмаков   | 22            | 2580    | Олександр Бєлявський              | 26            | 2570    |
| січень 1984  | 1983 | Олег Романишин (4)       | 20            | 2580    | Олександр Бєлявський | 29            | 2565    | Володимир Тукмаков                | 34            | 2550    |
| січень 1985  | 1984 | Олександр Бєлявський (5) | 6             | 2635    | Олег Романишин       | 21            | 2570    | Володимир Тукмаков                | 22            | 2570    |
| січень 1986  | 1985 | Олександр Бєлявський (6) | 7             | 2625    | Володимир Тукмаков   | 26            | 2570    | Олег Романишин                    | 29            | 2560    |
| січень 1987  | 1986 | Олександр Бєлявський (7) | 22            | 2585    | Володимир Маланюк    | 26            | 2575    | Володимир Тукмаков                | 28            | 2575    |
| січень 1988  | 1987 | Олександр Бєлявський (8) | 4             | 2645    | Олег Романишин       | 33            | 2570    | Володимир Тукмаков                | 36            | 2570    |
| січень 1989  | 1988 | Олександр Бєлявський (9) | 4             | 2640    | Василь Іванчук       | 6             | 2635    | Володимир Тукмаков                | 31            | 2590    |
| січень 1990  | 1989 | Василь Іванчук           | 4             | 2665    | Олександр Бєлявський | 7             | 2640    | Йосип Дорфман                     | 32            | 2595    |
| січень 1991  | 1990 | Василь Іванчук (2)       | 4             | 2695    | Олександр Бєлявський | 10            | 2640    | Олег Романишин                    | 25            | 2610    |
| січень 1992  | 1991 | Василь Іванчук (3)       | 3             | 2720    | Олександр Бєлявський | 21            | 2620    | Олег Романишин                    | 42            | 2595    |
| січень 1993  | 1992 | Василь Іванчук (4)       | 3             | 2710    | Олег Романишин       | 36            | 2615    | Олександр Бєлявський              | 43            | 2610    |
| січень 1994  | 1993 | Василь Іванчук (5)       | 4             | 2710    | Олександр Бєлявський | 15            | 2650    | Володимир Маланюк                 | 57            | 2595    |
| січень 1995  | 1994 | Василь Іванчук (6)       | 9             | 2700    | Олександр Бєлявський | 17            | 2650    | Володимир Маланюк                 | 41            | 2615    |
| січень 1996  | 1995 | Василь Іванчук (7)       | 4             | 2735    | Володимир Тукмаков   | 68            | 2595    | Костянтин Лернер                  | 70            | 2595    |
| січень 1997  | 1996 | Василь Іванчук (8)       | 5             | 2740    | Дмитро Комаров       | 48            | 2615    | Володимир Маланюк                 | 52            | 2610    |
| січень 1998  | 1997 | Василь Іванчук (9)       | 4             | 2740    | Олександр Оніщук     | 58            | 2610    | Володимир Тукмаков                | 60            | 2610    |
| січень 1999  | 1998 | Василь Іванчук (10)      | 8             | 2714    | Олександр Оніщук     | 32            | 2646    | Руслан Пономарьов                 | 66            | 2604    |
| січень 2000  | 1999 | Василь Іванчук (11)      | 8             | 2709    | Олександр Оніщук     | 42            | 2637    | Руслан Пономарьов                 | 51            | 2627    |
| січень 2001  | 2000 | Василь Іванчук (12)      | 9             | 2717    | Руслан Пономарьов    | 21            | 2677    | Олександр Оніщук                  | 33            | 2658    |
| січень 2002  | 2001 | Руслан Пономарьов        | 7             | 2727    | Василь Іванчук       | 8             | 2717    | Олександр Оніщук                  | 34            | 2655    |
| січень 2003  | 2002 | Руслан Пономарьов (2)    | 7             | 2734    | Василь Іванчук       | 15            | 2699    | Володимир Баклан                  | 89            | 2605    |
| січень 2004  | 2003 | Руслан Пономарьов (3)    | 9             | 2722    | Василь Іванчук       | 13            | 2716    | Олександр Моїсеєнко               | 69            | 2625    |
| січень 2005  | 2004 | Василь Іванчук (13)      | 11            | 2711    | Руслан Пономарьов    | 15            | 2700    | Андрій Волокітін                  | 20            | 2685    |
| січень 2006  | 2005 | Василь Іванчук (14)      | 8             | 2729    | Руслан Пономарьов    | 10            | 2723    | Олександр Арещенко                | 31            | 2670    |
| січень 2007  | 2006 | Василь Іванчук (15)      | 5             | 2750    | Руслан Пономарьов    | 14            | 2723    | Сергій Карякін                    | 30            | 2678    |
| січень 2008  | 2007 | Василь Іванчук (16)      | 9             | 2751    | Сергій Карякін       | 14            | 2732    | Руслан Пономарьов                 | 18            | 2719    |
| січень 2009  | 2008 | Василь Іванчук (17)      | 3             | 2779    | Руслан Пономарьов    | 16            | 2726    | Сергій Карякін                    | 27            | 2706    |
| січень 2010  | 2009 | Василь Іванчук (18)      | 8             | 2749    | Руслан Пономарьов    | 13            | 2737    | Павло Ельянов                     | 14            | 2736    |
| січень 2011  | 2010 | Василь Іванчук (19)      | 9             | 2764    | Руслан Пономарьов    | 11            | 2744    | Павло Ельянов                     | 21            | 2724    |
| січень 2012  | 2011 | Василь Іванчук (20)      | 8             | 2766    | Руслан Пономарьов    | 23            | 2727    | Олександр Моїсеєнко               | 35            | 2706    |
| січень 2013  | 2012 | Василь Іванчук (21)      | 13            | 2758    | Руслан Пономарьов    | 21            | 2733    | Андрій Волокітін                  | 28            | 2722    |
| січень 2014  | 2013 | Василь Іванчук (22)      | 16            | 2739    | Павло Ельянов        | 21            | 2733    | Антон Коробов                     | 25            | 2723    |
| січень 2015  | 2014 | Павло Ельянов            | 25            | 2727    | Василь Іванчук       | 33            | 2715    | Руслан Пономарьов                 | 37            | 2713    |
| січень 2016  | 2015 | Павло Ельянов (2)        | 13            | 2760    | Руслан Пономарьов    | 34            | 2712    | Антон Коробов Василь Іванчук      | 35 36         | 2710    |
| січень 2017  | 2016 | Павло Ельянов (3)        | 15            | 2755    | Василь Іванчук       | 16            | 2752    | Руслан Пономарьов                 | 37            | 2709    |
| січень 2018  | 2017 | Василь Іванчук (23)      | 27            | 2726    | Павло Ельянов        | 38            | 2710    | Юрій Криворучко Руслан Пономарьов | 47 48         | 2694    |
| січень 2019  | 2018 | Василь Іванчук (24)      | 34            | 2713    | Антон Коробов        | 42            | 2699    | Юрій Криворучко                   | 60            | 2683    |
| січень 2020  | 2019 | Василь Іванчук (25)      | 38            | 2698    | Антон Коробов        | 47            | 2685    | Юрій Криворучко                   | 48            | 2685    |
| січень 2021  | 2020 | Юрій Криворучко          | 38            | 2699    | Антон Коробов        | 43            | 2692    | Олександр Арещенко                | 49            | 2687    |
| січень 2022  | 2021 | Антон Коробов            | 39            | 2699    | Юрій Криворучко      | 49            | 2683    | Павло Ельянов                     | 50            | 2683    |
| січень 2023  | 2022 | Павло Ельянов (4)        | 36            | 2706    | Ігор Коваленко       | 66            | 2674    | Андрій Волокітін                  | 76            | 2666    |
| січень 2024  | 2023 | Павло Ельянов (5)        | 32            | 2704    | Антон Коробов        | 69            | 2663    | Андрій Волокітін                  | 70            | 2663    |
| січень 2025  | 2024 | Павло Ельянов (6)        | 71            | 2656    | Андрій Волокітін     | 87            | 2643    | Юрій Криворучко                   | 106           | 2633    |

### Жінки 1972—2024рр.

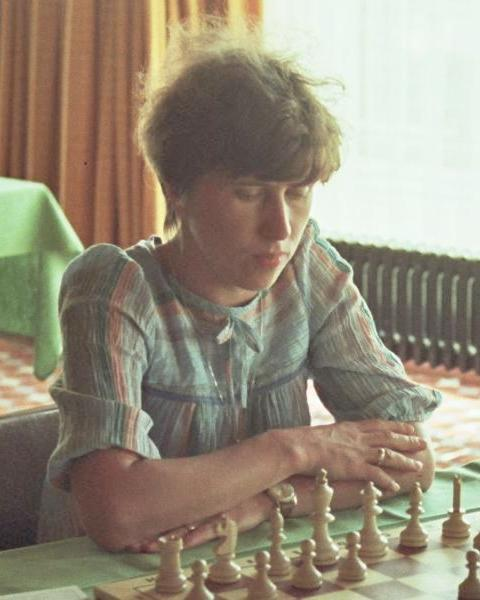
Марта Літинська

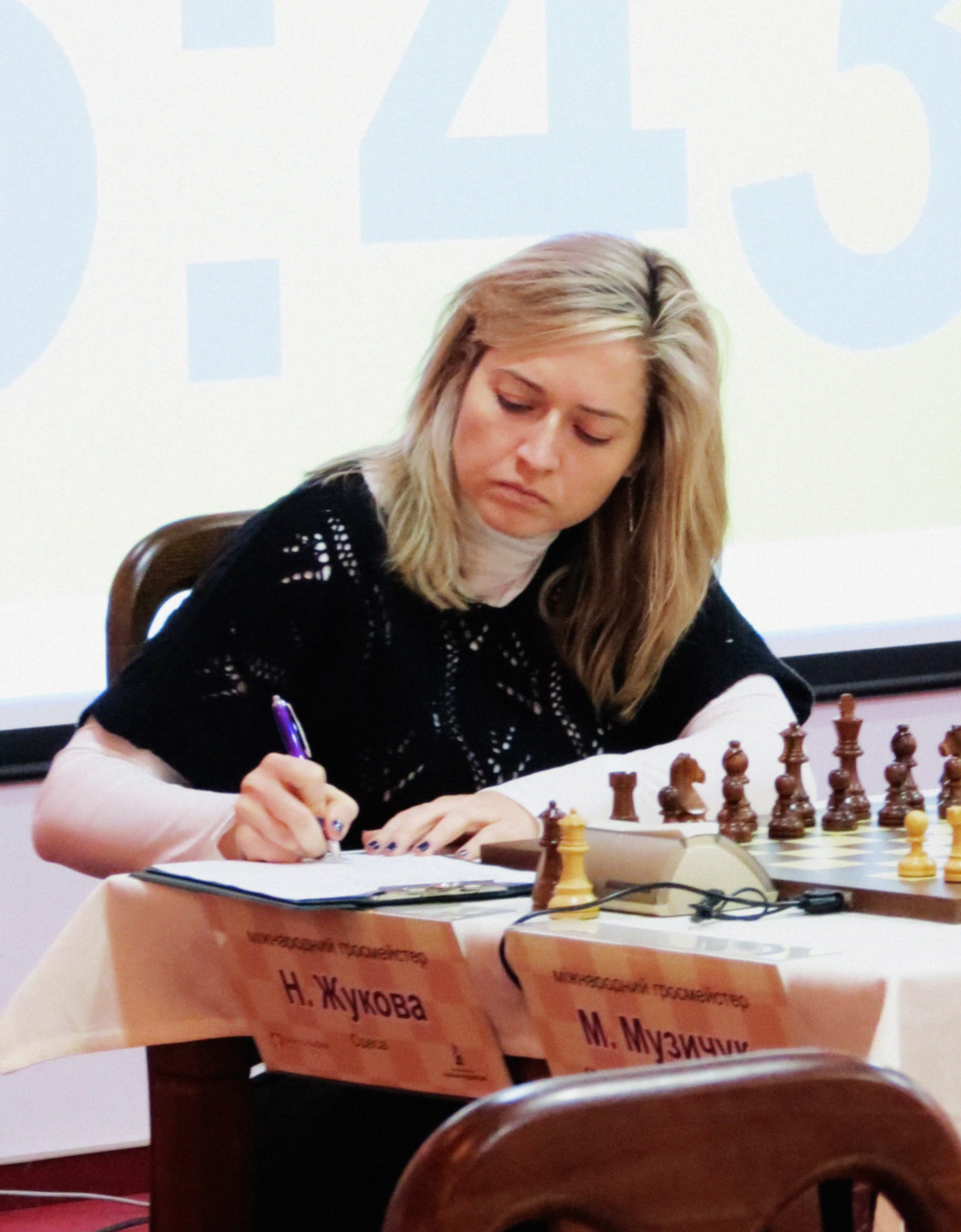
Наталія Жукова — дворазова чемпіонка Європи

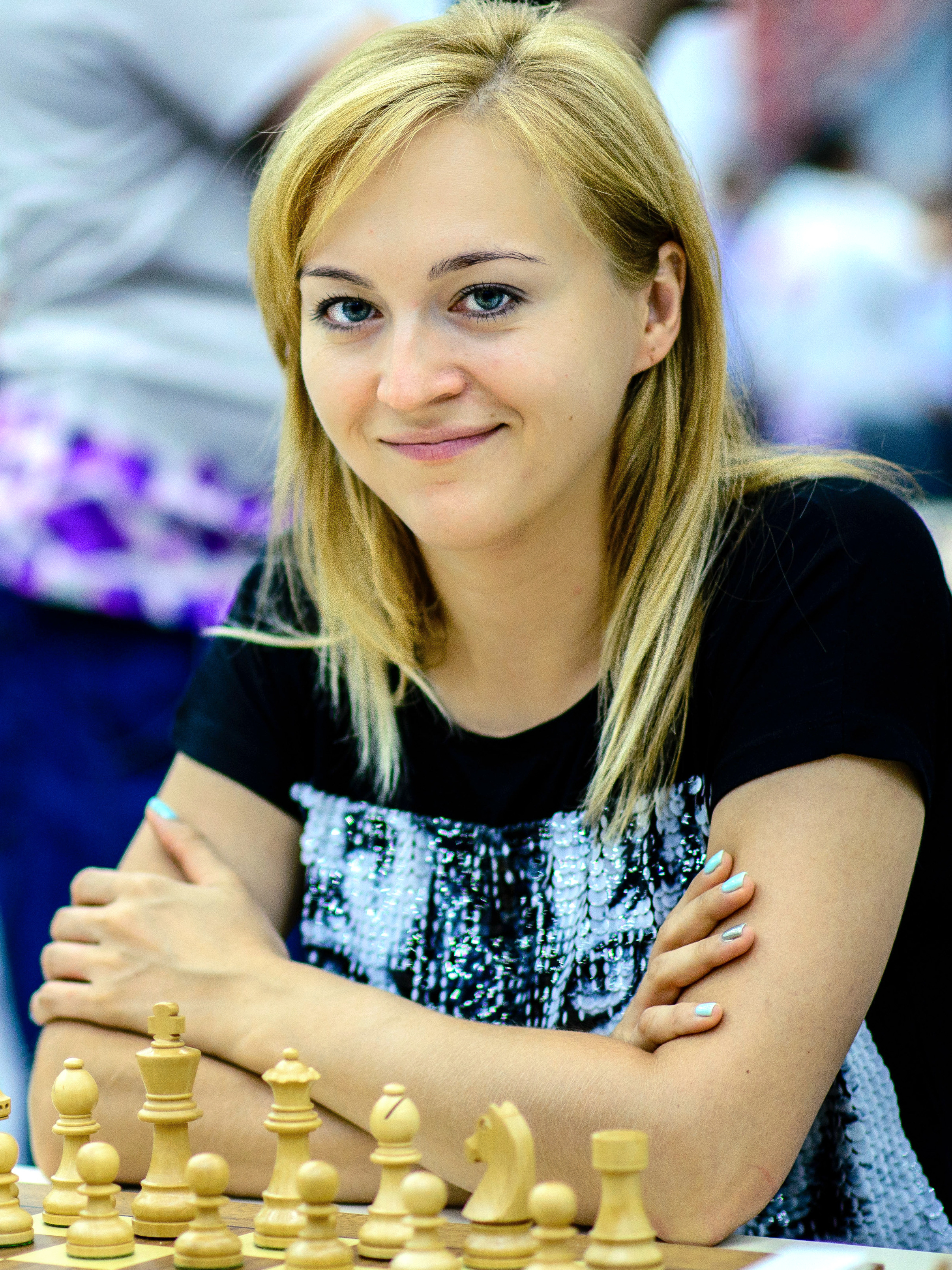
Анна Ушеніна — чемпіонка світу 2012 року

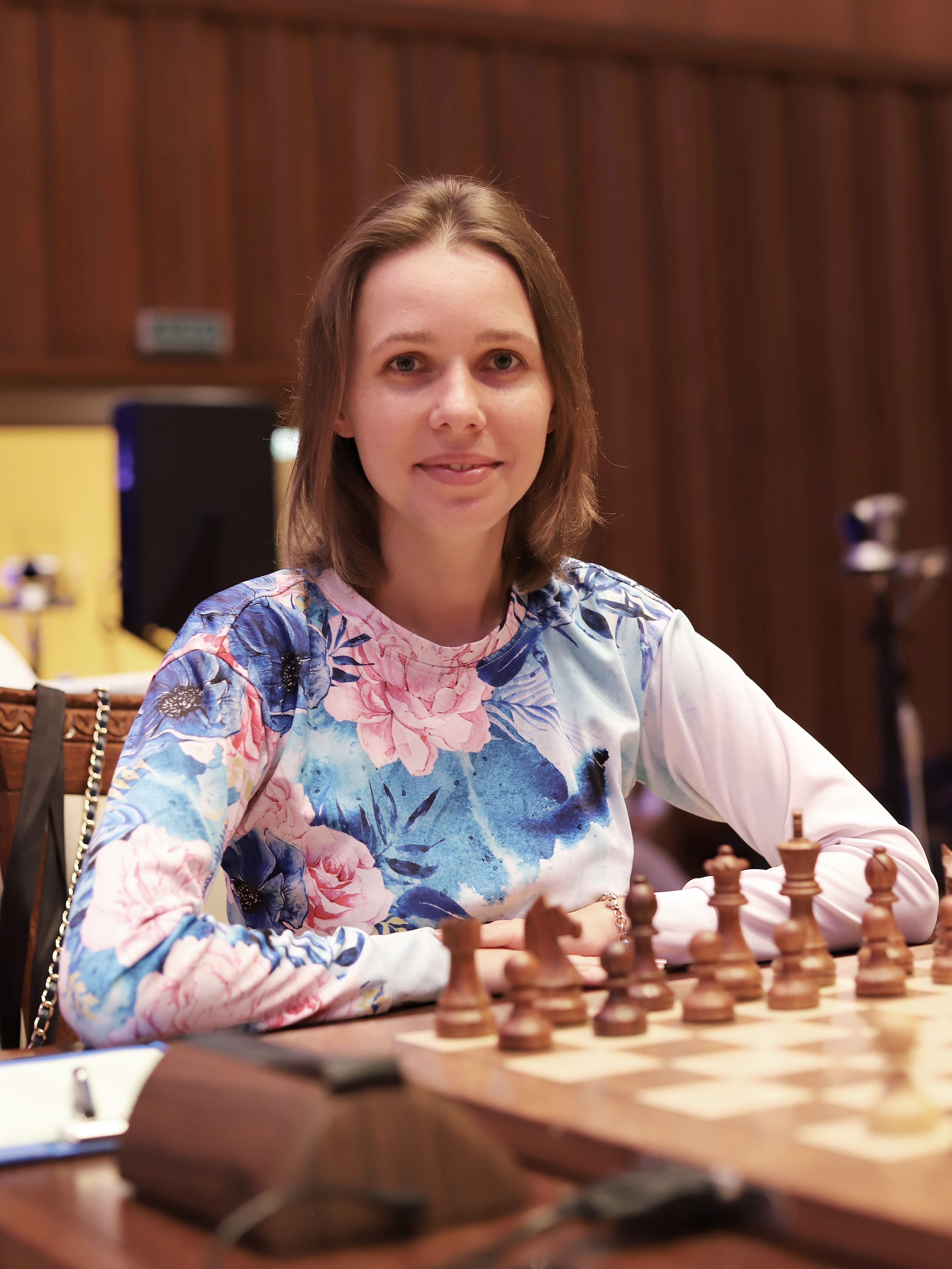
Марія Музичук — чемпіонка світу 2015 року

У таблиці наведені українські шахістки з найвищим рейтингом ЕЛО станом на кінець року. У 1972—1973 рр. рейтинг Ело публікувався один раз на рік у липні.
Найкращими в Україні за підсумками року ставали 10 шахісток, зокрема: Марта Літинська (18 разів), Катерина Лагно (7), Наталія Жукова та Анна Музичук по 6 разів, Марія Музичук (5), Аліса Галлямова-Іванчук (4), Лідія Семенова (3), Тетяна Василевич та Анна Ушеніна — двічі, Ольга Олександрова — 1 раз.
| Рейтинг-лист | Рік  | 1 місце                            | 1 місце       | 1 місце     | 2 місце          | 2 місце       | 2 місце | 3 місце                       | 3 місце       | 3 місце     |
| Рейтинг-лист | Рік  | Шахістка                           | Місце у світі | Рейтинг     | Шахістка         | Місце у світі | Рейтинг | Шахістка                      | Місце у світі | Рейтинг     |
| ------------ | ---- | ---------------------------------- | ------------- | ----------- | ---------------- | ------------- | ------- | ----------------------------- | ------------- | ----------- |
| липень 1972  | 1972 | Лідія Семенова                     | 13            | 2265        | Марта Шуль       | 17            | 2250    | Ольга Андреєва                | ?             | 2150        |
| липень 1973  | 1973 | Марта Шуль Лідія Семенова (2)      | 15            | 2270        |                  |               |         | Любов Ідельчик                | 27            | 2215        |
| січень 1975  | 1974 | Марта Шуль (2)                     | 10            | 2290        | Лідія Семенова   | 20            | 2245    | Любов Ідельчик                | 30            | 2215        |
| січень 1976  | 1975 | Марта Шуль (3)                     | 10            | 2290        | Лідія Семенова   | 16            | 2245    | Лідія Муленко                 | 28            | 2220        |
| січень 1977  | 1976 | Марта Літинська (4)                | 10            | 2265        | Лідія Семенова   | 14            | 2255    | Лідія Муленко                 | 30            | 2220        |
| січень 1978  | 1977 | Марта Літинська (5)                | 12            | 2265        | Лідія Семенова   | 14            | 2255    | ?                             | ?             | ?           |
| січень 1979  | 1978 | Марта Літинська (6)                | 11            | 2265        | Лідія Семенова   | 18            | 2240    | Лідія Муленко                 | 26            | 2220        |
| січень 1980  | 1979 | Марта Літинська (7)                | 10            | 2280        | Лідія Семенова   | 20            | 2235    | Лідія Муленко                 | 24            | 2230        |
| січень 1981  | 1980 | Марта Літинська (8)                | 9             | 2280        | Лідія Семенова   | 21            | 2220    | Зоя Лельчук                   | 27            | 2205        |
| січень 1982  | 1981 | Марта Літинська (9)                | 7             | 2275        | Зоя Лельчук      | 52            | 2150    | Тетяна Морозова               | 62            | 2135        |
| січень 1983  | 1982 | Марта Літинська (10)               | 8             | 2275        | Лідія Семенова   | 19            | 2225    | Тетяна Морозова               | 56            | 2135        |
| січень 1984  | 1983 | Марта Літинська (11)               | 7             | 2280        | Лідія Семенова   | 22            | 2210    | Ольга Андреєва                | 27            | 2180        |
| січень 1985  | 1984 | Лідія Семенова (3)                 | 7             | 2290        | Марта Літинська  | 20            | 2210    | Ольга Андреєва                | 31            | 2180        |
| січень 1986  | 1985 | Марта Літинська (12)               | 9             | 2275        | Лідія Семенова   | 12            | 2260    | Ольга Андреєва                | 41            | 2180        |
| січень 1987  | 1986 | Марта Літинська (13)               | 7             | 2415        | Лідія Семенова   | 40            | 2290    | Ірина Челушкіна               | 48            | 2280        |
| січень 1988  | 1987 | Марта Літинська (14)               | 7             | 2415        | Зоя Лельчук      | 15            | 2370    | Лідія Семенова                | 25            | 2320        |
| січень 1989  | 1988 | Марта Літинська (15)               | 14            | 2365        | Зоя Лельчук      | 21            | 2315    | Ірина Челушкіна               | 26            | 2300        |
| січень 1990  | 1989 | Марта Літинська (16)               | 22            | 2355        | Зоя Лельчук      | 24            | 2340    | Ірина Челушкіна               | 34            | 2315        |
| січень 1991  | 1990 | Марта Літинська (17)               | 20            | 2370        | Зоя Лельчук      | 23            | 2355    | Ірина Челушкіна               | 43            | 2305        |
| січень 1992  | 1991 | Марта Літинська (18)               | 23            | 2370        | Зоя Лельчук      | 27            | 2350    | Ірина Челушкіна               | 30            | 2340        |
| січень 1993  | 1992 | Аліса Галлямова-Іванчук            | 7             | 2445        | Ірина Челушкіна  | 23            | 2380    | Марта Літинська               | 35            | 2340        |
| січень 1994  | 1993 | Аліса Галлямова-Іванчук (2)        | 7             | 2450        | Ірина Челушкіна  | 42            | 2325    | Лідія Семенова                | 48            | 2320        |
| січень 1995  | 1994 | Аліса Галлямова-Іванчук (3)        | 7             | 2475        | Інна Гапоненко   | 18            | 2390    | Ірина Челушкіна               | 31            | 2370        |
| січень 1996  | 1995 | Аліса Галлямова-Іванчук (4)        | 9             | 2480        | Інна Гапоненко   | 17            | 2390    | Зоя Лельчук                   | 35            | 2360        |
| січень 1997  | 1996 | Тетяна Василевич                   | 14            | 2425        | Олена Седіна     | 24            | 2400    | Інна Гапоненко                | 43            | 2360        |
| січень 1998  | 1997 | Тетяна Василевич (2)               | 21            | 2410        | Наталя Жукова    | 26            | 2395    | Олена Седіна                  | 37            | 2380        |
| січень 1999  | 1998 | Наталя Жукова                      | 13            | 2456        | Інна Гапоненко   | 31            | 2406    | Тетяна Василевич              | 36            | 2395        |
| січень 2000  | 1999 | Наталя Жукова (2)                  | 13            | 2471        | Анна Затонських  | 21            | 2441    | Олена Седіна                  | 27            | 2419        |
| січень 2001  | 2000 | Наталя Жукова (3)                  | 18            | 2460        | Анна Затонських  | 27            | 2432    | Тетяна Василевич              | 28            | 2428        |
| січень 2002  | 2001 | Наталя Жукова (4)                  | 24            | 2441        | Тетяна Василевич | 35            | 2421    | Ірина Лимар                   | 36            | 2418        |
| січень 2003  | 2002 | Ольга Олександрова                 | 15            | 2462        | Наталя Жукова    | 29            | 2430    | Тетяна Василевич              | 39            | 2415        |
| січень 2004  | 2003 | Катерина Лагно                     | 7             | 2493        | Наталя Жукова    | 15            | 2462    | Ольга Олександрова            | 27            | 2437        |
| січень 2005  | 2004 | Наталя Жукова (5)                  | 19            | 2465        | Інна Гапоненко   | 20            | 2464    | Катерина Лагно                | 25            | 2454        |
| січень 2006  | 2005 | Катерина Лагно (2)                 | 7             | 2500        | Інна Гапоненко   | 26            | 2437    | Наталя Жукова                 | 28            | 2432        |
| січень 2007  | 2006 | (Анна Музичук ) Наталя Жукова (6)  | (13) 25       | (2475) 2457 | Катерина Лагно   | 26            | 2456    | Інна Гапоненко                | 31            | 2450        |
| січень 2008  | 2007 | Анна Ушеніна                       | 14            | 2484        | Катерина Лагно   | 20            | 2475    | (Анна Музичук ) Наталя Жукова | (27) 35       | (2460) 2443 |
| січень 2009  | 2008 | (Анна Музичук ) Анна Ушеніна (2)   | (6) 13        | (2540) 2499 | Наталя Жукова    | 19            | 2490    | Катерина Лагно                | 20            | 2488        |
| січень 2010  | 2009 | (Анна Музичук ) Катерина Лагно (3) | (7) 9         | (2523) 2518 | Інна Гапоненко   | 26            | 2470    | Наталя Жукова                 | 32            | 2462        |
| січень 2011  | 2010 | (Анна Музичук ) Катерина Лагно (4) | (8) 11        | (2529) 2518 | Марія Музичук    | 25            | 2476    | Інна Гапоненко                | 30            | 2466        |
| січень 2012  | 2011 | (Анна Музичук ) Катерина Лагно (5) | (4) 5         | (2580) 2557 | Марія Музичук    | 23            | 2483    | Анна Ушеніна                  | 32            | 2458        |
| січень 2013  | 2012 | (Анна Музичук ) Катерина Лагно (6) | (4) 7         | (2582) 2547 | Анна Ушеніна     | 24            | 2477    | Марія Музичук Наталя Жукова   | 26 27         | 2471        |
| січень 2014  | 2013 | (Анна Музичук ) Катерина Лагно (7) | (5) 7         | (2566) 2543 | Марія Музичук    | 15            | 2503    | Анна Ушеніна                  | 19            | 2501        |
| січень 2015  | 2014 | Анна Музичук                       | 6             | 2544        | Марія Музичук    | 12            | 2520    | Анна Ушеніна                  | 22            | 2486        |
| січень 2016  | 2015 | Марія Музичук                      | 3             | 2554        | Анна Музичук     | 6             | 2537    | Наталя Жукова                 | 21            | 2484        |
| січень 2017  | 2016 | Анна Музичук (2)                   | 3             | 2558        | Марія Музичук    | 6             | 2546    | Наталя Жукова                 | 31            | 2447        |
| січень 2018  | 2017 | Анна Музичук (3)                   | 3             | 2571        | Марія Музичук    | 7             | 2540    | Наталя Жукова                 | 36            | 2438        |
| січень 2019  | 2018 | Анна Музичук (4)                   | 3             | 2569        | Марія Музичук    | 6             | 2540    | Анна Ушеніна                  | 36            | 2443        |
| січень 2020  | 2019 | Марія Музичук (2)                  | 6             | 2552        | Анна Музичук     | 7             | 2539    | Анна Ушеніна                  | 47            | 2416        |
| січень 2021  | 2020 | Марія Музичук (3)                  | 6             | 2552        | Анна Музичук     | 8             | 2535    | Юлія Осьмак                   | 39            | 2428        |
| січень 2022  | 2021 | Марія Музичук (4)                  | 6             | 2539        | Анна Музичук     | 9             | 2531    | Юлія Осьмак                   | 35            | 2432        |
| січень 2023  | 2022 | Марія Музичук (5)                  | 8             | 2523        | Анна Музичук     | 9             | 2522    | Анна Ушеніна                  | 26            | 2454        |
| січень 2024  | 2023 | Анна Музичук (5)                   | 7             | 2525        | Марія Музичук    | 9             | 2510    | Юлія Осьмак                   | 25            | 2450        |
| січень 2025  | 2024 | Анна Музичук (6)                   | 9             | 2515        | Марія Музичук    | 15            | 2490    | Юлія Осьмак                   | 20            | 2463        |

Примітка: наведені також дані Анни Музичук, яка до 2014 року виступала за збірну Словенії, але фактично проживала в Україні та була на той час найрейтинговішою шахісткою в Україні.

## Шахи в українській діаспорі
Після 1945 українські шахісти активізувалися в українських спортивних клубах у таборах Ді-Пі — і згодом у нових країнах поселення, творячи шахові секції, і також індивідуально в неукраїнських турнірах: майстри Ф. Богатирчук, І. Теодорович і В. Дзера в Канаді, С. Попель у Франції і США, М. Турянський у Відні і США, Б. Бачинський у Швейцарії і США та інші.
Особливо активною є група українських шахістів в Австралії; в кількох містах там існують українські шахові клуби: Сіднеї, Мельбурні й Аделаїді. В США український шаховий клуб постав у Нью-Йорку (1949) з назвою «Шаховий коник». Згодом й інші спортивні клуби утворили шахові секції, з яких найдіяльніші: «Леви» (Чикаго), «Тризуб» (Філадельфія), «Львів» (Клівленд). Під егідою Української Спортивної Централі Америки і Канади (УСЦАК) відбуваються турніри за індивідуальну першість серед українських шахістів, яку здобули:
- О. Попович (1966, 1967, 1968, 1972, 1986),
- С. Попель (1969), С. Стойко (1970),
- Л. Блонарович (1971, 1973, 1985),
- К. Дзера (1974, 1981, 1983, 1984),
- Б. Бачинський (1975, 1976, 1977, 1978, 1979),
- М. Турянський (1982).

Титули сеньйора-майстра Американської шахової федерації і майстра ФІДЕ здобули 2 українські шахісти в США — Б. Бачинський і О. Попович.
Останнім часом на Захід прибули видатні шахісти УССР. В США живе чемпіон України (1972 і 1974) Л. Альбурт (чемпіон США 1984 і 1985). Від 1982 в Швейцарії перебуває і грає на першій шахівниці її національної дружини ґросмайстер Т. Лемачко з України. На 12-ій шаховій олімпіаді Т. Лемачко здобула золоту медаль. До українського походження признається В. Корчной (емігрант з 1976), багаторазовий чемпіон СРСР, двократний визовник за чемпіонат світу (1978 і 1981).

## Внесок у світову шахову літературу
Український внесок у шахову літературу також помітний. Широко відомі композиції О. Селезньова. Чемпіон світу Є. Ласкер видав 1919 в Берліні його «35 етюдів». У Москві опубліковані з передмовою Г. Левенфіша «Сто шахматных этюдов» Селезньова (1940). Міжнародні ґросмайстри шахової комбінації В. Руденко та П. Бондаренко (обидва з Дніпропетровська) належать до провідних проблемістів світу.
На еміграції проблемістом є Турянський (Чикаго), а композиції (студії) укладає Є. Онищук (Торонто). Теорія шахової гри знає в староіндійському захисті українську систему (1. d4 Kf6 2. с4 d6 3. Кс3 е5), що її опрацювали шахісти Києва та захист Боголюбова (1. d4 Kf6 2. с4 е6 3. Kf3 Сb4+ 4. Kbd2 0 — 0 5. е3). В шахових композиціях відомі Кримська (опрацював І. Алешин), Львівська (Є. Богданов), Одеська (В. Мельниченко і Ю. Гордіан), Рівненська (Н. Леонтьєва і В. Руденко), Буковинська(М. Нагнибіда), Самбірська, Буковинсько-прикарпатська (Р. Залокоцький, А. Мітюшин), Броницька тема, тема Залокоцького(Р. Залокоцький), тема Мітюшина (А. Мітюшин) та Українська (С. Шедей і В. Мельниченко) теми.
Видатну роль у популяризації шахів відіграла газета українською мовою «Шахіст» (1936–1939). Після війни не було окремого україномовного шахового періодичного видання — лише «Спортивна газета» видавала щомісячний додаток «Шахівниця». За радянської окупації книг українською про шахи друкувалося непропорційно мало — і в них русифікації зазнавала шахова термінологія.